# If Skadeförsäkring

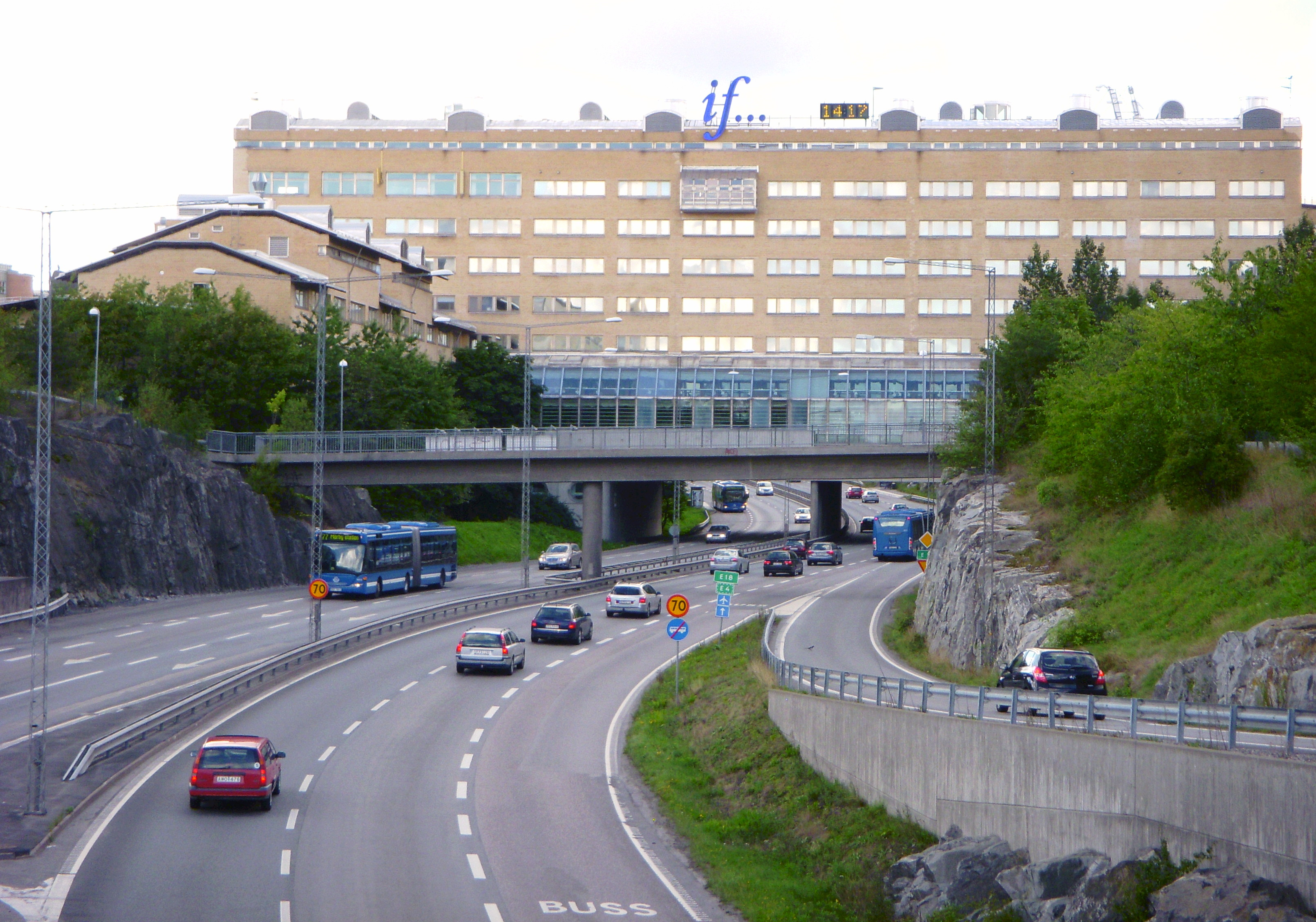
If:s huvudkontor som sträcker sig över Bergshamraleden.

If Skadeförsäkring Holding AB är ett försäkringsbolag med cirka 3,6 miljoner kunder i Sverige, Finland, Norge, Danmark, Estland, Lettland och Litauen. Bruttopremieinkomsten var 42 miljarder svenska kronor år 2015. Koncernen har cirka 6 200 anställda. If är en del den finska Sampo-koncernen. Huvudkontoret ligger i Bergshamra, Solna kommun.
If erbjuder sakförsäkringar, personförsäkringar och företagsförsäkringar för kunder på nationella marknader i dessa länder. Dessutom erbjuder If företagskunder med internationell verksamhet service vid filialkontor och via nätverk utomlands.
Morten Thorsrud, född 1971, är koncernchef i If sedan 2019.

## Historia
Företaget bildades 1999 när svenska Skandias (inklusive det infusionerade danska Kgl Brand) och norska Storebrands skadeförsäkringsverksamheter fusionerades. År 2001 blev finländska Sampos skadeförsäkringsverksamhet en del av If och företaget blev det största skadeförsäkringsbolaget i Norden.  Från 2002 tillkom även försäkringsbolaget Dial försäkringsaktiebolag som en enhet i If Skadeförsäkring. Den 6 maj 2004 köpte Sampo Skandias, Skandia Livs och Storebrands aktier i If. Den 5 oktober 2004 köpte Sampo Varmas aktier i If. Det innebär att If sedan dess är helägt av Sampokoncernen.

## Affärsområden
Ifs verksamhet är indelad i fyra affärsområden baserat på segmenten Privat, Företag, Industri och Baltikum. Affärsområde Privat vänder sig till privatkunder i hela Norden. Affärsområde Företag omfattar små och medelstora företag och affärsområde Industri riktar sig till stora företagskunder med över 500 anställda. Den baltiska verksamheten omfattar såväl privat- som företagskunder.

## Namnet och logotypen
Logotypen består av en blå cirkel med de gemena bokstäverna "if" i kursiv med tre punkter efter. Namnet antogs i samband med sammanslagningen 1999. If är ingen förkortning utan kommer från ordet "om" på engelska, som syftar till ”om något händer”.